# Гаральд Нільсен Танген
Гаральд Нільсен Танген (норв. Harald Nilsen Tangen, нар. 3 січня 2001, Ставангер, Норвегія) — норвезький футболіст, півзахисник клубу «Вікінг».

## Клубна кар'єра
Гаральд Нільсен Танген народився у місті Ставангер. Займатися футболом починав у місцевих клубах аматорського рівня. У 2016 році він приєднався до футбольної школи клубу «Вікінг». Свою першу гру в основі Танген провів у липні 2018 року. Та наступні два сезони футболіст провів в оренді у клубах нижчих дивізіонів. Спочатку це був «Тромсдален»,а 2020 рік футболіст провів в оренді в «Осане».
Перед початком сезону 2021 року Танген повернувся до «Вікінга», а в серпні того року рідписав з клубом новий контракт, дія якого розрахована до кінця 2024 року. За результатами сезону 2021 року Танген разом з клубом посів третє місце у національному чемпіонаті.

## Збірна
З 2016 року Гаральд Нільсен Танген захищає кольори юнацьких збірних Норвегії всіх вікових категорій.